# Tai
Tai /Nazivi Tai i Thai ne smiju se brkati. Thai su jedan od naroda koji pripada Taima/, skupni naziv za četrdesetak srodnih naroda koji pripadaju široj tajskoj porodici naroda i jezika, užoj jezičnoj skupini Kam-Tai, podskupini Be-Tai. Taima su jezično najsrodniji narod Saek ili Tai Sek koji živi u središnjem Laosu blizu vijetnamske granice. 
Tai se jezično dijele na nekoliko srodnih jezičnih skupina i ogranaka u Indokini i Kini, to su:
a) centralni: Južni Žuan (Zhuang) i E, Kina; Cao Lan, Nung, Ts'ün-Lao i Tày u Vijetnamu.
b) Turung, Indija.
c) sjeverni: Sjeverni Žuan (Zhuang) i Bouyei, Kina; Tai Mène, Laos; i Yoy, Tajland.
d) Jugozapadni
d1) Tai Ya, Kina
d2) Chiang Saeng: Tai Dam, Tai Hang Tong, Tai Dón, Thu Lao, Tai Daeng i Tày Tac u Vijetnamu; i Sjeverni Thai, Phuan, Thai Song i Thai vlastiti u Tajlandu.
d3) Lao-Phutai: Lao narod u Laosu; i Nyaw, Phu Thai i Sjeveroistočni Thai u Tajlandu.
d4) Sjeverozapadni: Ahom, Aiton, Khamyang i Phake u Indiji;
d5) Lü i Tai Nüa, Kina; Khamti, Khün i Shan, Burma.
d6) Pa Di, Kina
d7) Pu Ko, Laos.
d8) Južni Thai, tajland
d9) Tai Long, Laos
d10) Tai Thanh, Vijetnam
d11) Tày Sa Pa, Vijetnam
d12) neklasificirani: Tai Hongjin, Kina; Yong, Tajland
e) Rien, Laos
f) Tai Do, Vijetnam
g) Tai Pao, Laos
h) Tay Khang, Laos
i) neklasificirani: Kuan, Laos.

## Vanjske poveznice
- Tai Peoples of Southeast Asia  Arhivirana inačica izvorne stranice od 5. rujna 2011. (Wayback Machine)